# 叙普特
叙普特（法語：Supt，法語發音：[sypt]）是法国汝拉省的一个市镇，属于隆斯勒索涅区。

## 地理
叙普特（46°50'59"N, 5°57'29"E）面积13.97 平方千米，位于法国勃艮第-弗朗什-孔泰大區汝拉省，该省份为法国东部内陆省份，北起上索恩省，西北接科多尔省，西临索恩-卢瓦尔省，南至安省，东与杜省和瑞士接壤。
与叙普特接壤的市镇（或旧市镇、城区）包括：蒙马尔隆、昂德洛昂蒙塔涅、布雅耶、沙普瓦、埃塞尔瓦勒塔特尔、勒米。

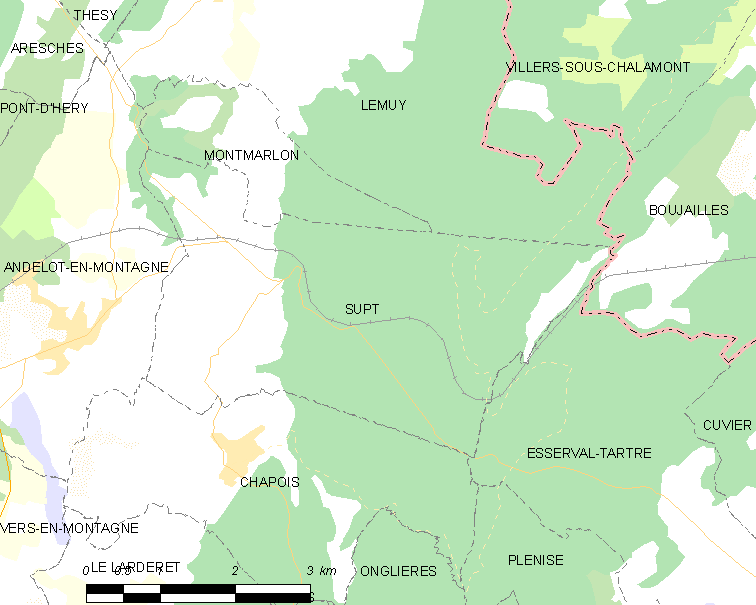
叙普特的OSM定位图

叙普特的时区为UTC+01:00、UTC+02:00（夏令时）。

## 行政
叙普特的邮政编码为39300，INSEE市镇编码为39522。

## 政治
叙普特所属的省级选区为尚帕尼奥勒县。

## 人口

1962-2008年间叙普特人口变化图示

叙普特于2022年1月1日时的人口数量为108人。